# STAT6
La protéine STAT6, de l'anglais Signal Transducer and Activator of Transcription 6, est codée chez l'homme par le gène STAT6, situé sur le chromosome 12. Elle appartient la famille des protéines STAT, qui sont des facteurs de transcription,.
Les protéines STAT sont phosphorylées par les kinases associées aux récepteurs sous l'effet de cytokines ou de facteurs de croissance. Elles forment alors des dimères qui se retrouvent dans le noyau cellulaire, où elles agissent comme activateurs de transcription. La protéine STAT6 joue un rôle central dans les réponses biologiques faisant intervenir l'interleukine 4. Elle favorise notamment l'expression de la protéine Bcl-xL (en), responsable de l'activité anti-apoptotique de l'IL-4. Des études avec des souris knock-out suggèrent que cette protéine joue un rôle dans la différenciation des lymphocytes T auxiliaires, dans l'expression des marqueurs de surface cellulaire (clusters de différenciation) et dans la commutation isotypique des immunoglobulines.